# バーレスク

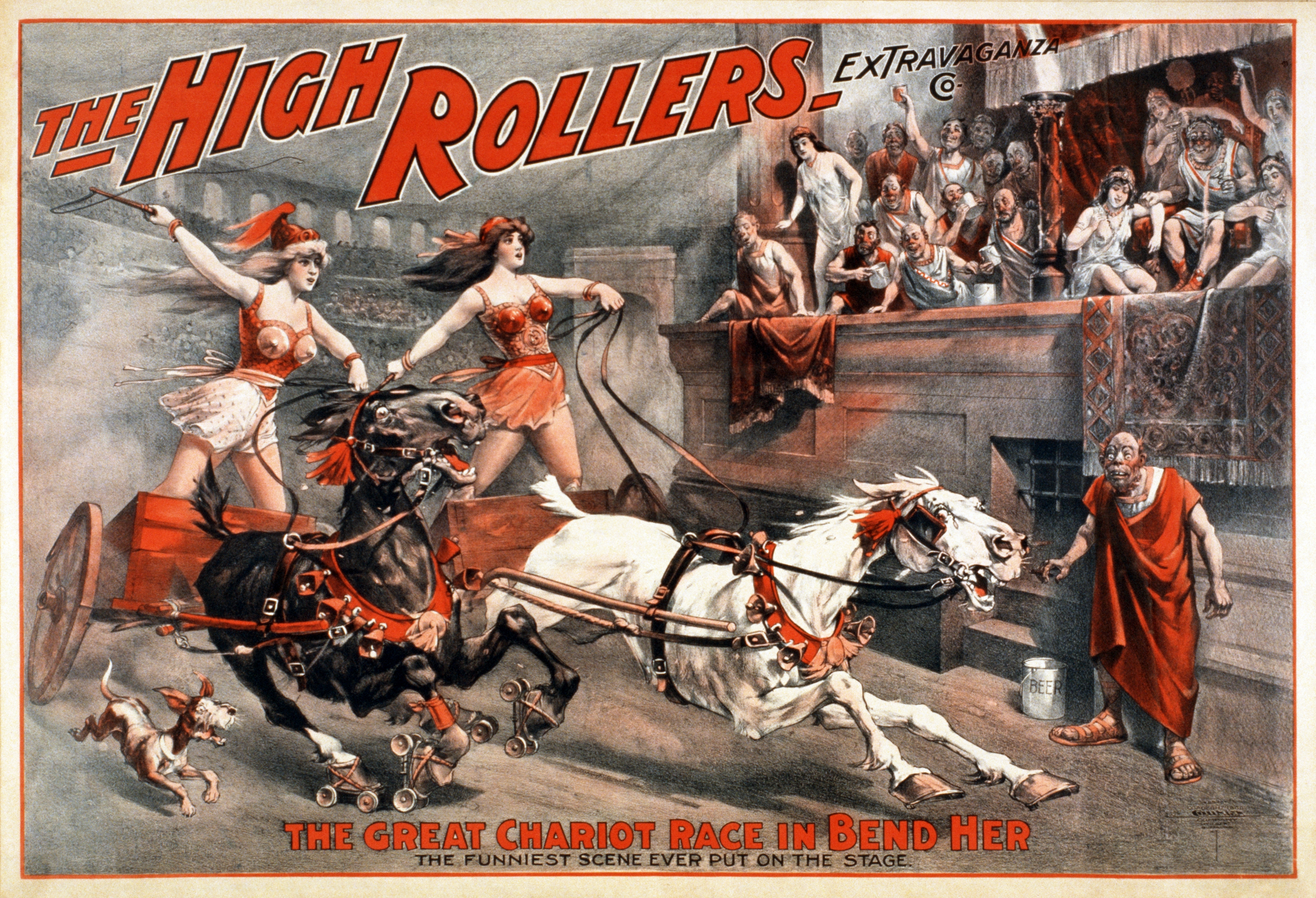
ベン・ハーをテーマにしたバーレスク（1900年頃)

バーレスク(Burlesque) とは、有名な作品のスタイルや精神をカリカチュアしたり、その作品のテーマをこっけいに描く文学・戯曲、音楽のジャンルである。バーレスクという言葉はもともとイタリア語のburlesco から来ている。burlesco の語幹burla –は、冗談、嘲りなどの語義をもつ。
バーレスクは意味的にはカリカチュア、パロディ、戯作(トラヴェスティ）とも重なっており、ヴィクトリア朝時代の演劇がそうであったように、エクストラバガンザの要素も帯びている。文学あるいは戯曲ジャンルとしての「バーレスク」という言葉は17世紀後半から使われており、遡ってチョーサーやシェイクスピア、古代ギリシャやローマ文化における古典の批評にも用いられている。文学におけるバーレスクの例としては、アレキサンダー・ポープの『髪盗人』とサミュエル・バトラーの『ヒューディブラス』という対照的な作品を挙げることが出来る。音楽としてのバーレスクには、例えばリヒャルト・シュトラウスの1890年の『ピアノと管弦楽のためのブルレスケ』がある。戯曲としては、ウィリアム・Ｓ・ギルバートの『悪魔ロバート』やフレッド・レスリーとメイヤー・ラッツの劇作品、『リュイ・ブラースと放蕩者』(Ruy Blas and the Blasé Roué )などがある。
時代が下ると、特にアメリカにおいてバラエティ・ショーの形式による見世物を指すようになった。華やかなショーガールが出演するアメリカ式のバーレスクは1860年代から1940年代にかけて人気を博し、劇場だけでなくキャバレーやクラブでもよく上演された。後期のアメリカン・バーレスクは猥雑なコメディと女性のストリップを演目とすることが特徴であった。ハリウッド映画には1930年代から60年代のバーレスクの雰囲気をミュージカルで再現しようとしたり、ストーリー上にバーレスク的なシーンを含んだ作品がある。例えば1972年の『キャバレー』や1979年の『オール・ザット・ジャズ』である。1990年代以降になると衰退していたバーレスクを再評価するニュー・バーレスクの動きがおこった。

## 文学における起源と発展

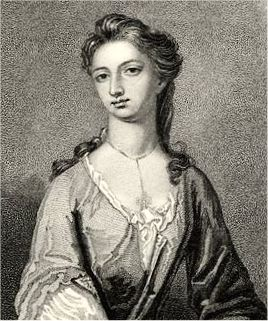
『髪盗人』でパロディの対象となったアラベラ・ファーマー

16世紀のはじめ、バーレスクという言葉はフランチェスコ・ベルニの『Opere burlesche 』のタイトルにおいて初めて登場した。この作品は印刷技術のまだなかった当時にあって、写本によって広く読まれた。それからしばらく、バーレスク形式の詩は、彼の名をとってpoesie bernesca と呼ばれたほどである。荘厳であったり哀れを誘う作品をグロテスクに模倣するものとしての「バーレスク」という文学用語は17世紀のイタリアおよびフランス、次いでイギリスにおいて普及するようになった。シェイクスピアの『真夏の夜の夢』における ピュラモスとティズベーの劇中劇や騎士道ロマンスを風刺したフランシス・ボーモントの『きらめくスリコギ団の騎士』などはこの種のパロディの最初期の例といえる。
17世紀のスペインでは、風刺的な作品をいくつも書いたセルバンテスの劇作と詩が中世的なロマンスを笑いのめした。1615年には彼の『模範小説集』と『新作コメディア八篇と幕間劇八編』が出版されている。バーレスクという用語はそれ以前のチョーサーやシェイクスピア、古代ギリシャ・ローマ文化における古典にも用いられている。
バーレスクは意図的にばかげた作品として書かれている。その作中においては様々な作風が模倣され、特定の作者の模倣と不条理な描写とが結びついている。この意味で、バーレスクという言葉はパスティーシュやパロディと言い換えられることも多く、あるいは17世紀から18世紀にかけて流行したジャンルである「擬英雄詩」的ということもできる。バーレスクが目指す効果は読み手（あるいは聞き手）がそのテーマに対して持っている知識に依存しており、読み手には高い教養が求められる。
17世紀および18世紀のバーレスクは以下の2つのタイプに分けられる。すなわち高位のバーレスク(High burlesque)における模倣とは、学者然として高尚な文でそれにふさわしくない陳腐であったり滑稽な主題が描かれることであり、例えばパロディ文学や擬英雄詩がそれにあたる。ハイ・バーレスクの例として最もよく引用されるのが、アレクサンダー・ポープの『髪盗人』である 。低位のバーレスク(Low burlesque)は、真面目な主題を不遜で嘲笑的な文体で描くものである。例えば、サミュエル・バトラーの『ヒューディブラス』である。この作品では、ピューリタンの騎士の災難が風刺的な滑稽詩の形式で、しかも日常的な語彙によって描かれる。バトラーが自身の滑稽詩に持たせた倫理的な文脈が、カリカチュアを風刺に変えたのである。
時代が下っても、バーレスクの文学的本質はレヴューやスケッチにおいてみることができる 。トム・ストッパードの1974年の戯曲『戯れ言』は、バーレスクの伝統にのっとって描かれる長編劇の一例である。

## ヴィクトリア朝のバーレスク

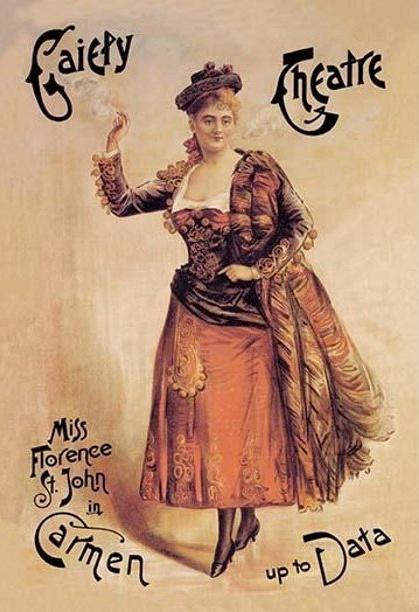
『現代のカルメン』のフローレンス・セント・ジョン

ヴィクトリア朝のバーレスクは「トラヴェスティ」や「エクストラヴァガンザ」としても知られ、1830年代から1890年代にかけてロンドンの劇場で人気を博した。パロディミュージカルの形がとられ、有名なオペラや戯曲、バレエの作品が、より間口の広いミュージカル劇に翻案された。表現的にはかなりきわどい事が多く、原作の文章や音楽が引用されたりパスティーシュされながら、本来の作品にあった劇や音楽としての約束事や形式が笑い飛ばされた。そのこっけいさはたいてい古典的なテーマの矛盾や不条理に由来するものであり、歴史に忠実なドレスや道具立てが俳優たちの演じる現代的な行動と並べられるおかしさでもあった。1831年にオリンピック座を開いたマダム・ヴェストリスことルシア・エリザベス・ヴェストリスはこの劇場で様々なバーレスクを上演した（その第一作はジェームズ・プランシェの『Olympic Revels 』であった）。ほかにバーレスクの劇作家としては、ヘンリー・ジェームス・バイロン、ジョージ・ロバート・シムズ、フランシス・カウリー・バーナンド、ウィリアム・シュベンク・ギルバート、フレッド・レスリーがいる。ロンドンのバーレスクのスターとしてはルシア・エリザベス・ヴェストリスやリディア・トンプソンが有名である。
ヴィクトリア朝のバーレスクはイギリスの伝統芸であるパントマイムとも結びつけられることがあり、それに「こっけいなせりふと『ひねり』を加え」られた芝居という意味ではパントマイムに由来するものでもある 。バラッド・オペラなどに連なる初期のバーレスクでは、歌詞がポピュラーミュージックにあてて書かれていたが、後期のバーレスクはオペラ、オペレッタ、ミュージック・ホール、レヴューなどの音楽をミックスしたものであり、さらに一部のもっと野心的な興行であれば、自分たちで作曲したオリジナルの音楽を持っていた。このイギリス式のバーレスクは、1840年代にニューヨークへと紹介され人気を博した。

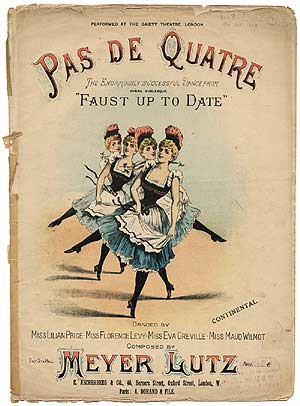
『現代のファウスト』のシートミュージック

バーレスクの題材としても最もよくかけられたのは、シェイクスピアの戯曲とグランド･オペラだった。対話はふつう押韻連句で進み、アクセントとして大量のだじゃれがちりばめられた。マクベスもののバーレスクの典型として、次のような対話があった。マクベスとバンクォーが傘をさして登場し、魔女たちが二人を「万歳!万歳!万歳!」("Hail! hail! hail!")と出迎える。マクベスがバンクォーに「あの挨拶はどういう意味だろう」とたずねると、「あの万歳はあなたの『治世』を予言したものだ」("These showers of 'Hail' anticipate your 'reign'")という答えが返ってくる。また何よりもバーレスクに肝心なのは魅力的な女性の男装した姿であり（ズボン役）、女優は足を目立たせるためタイツをはいていたが、芝居そのものが下品なほどいかがわしくなることはまれであった。
1860年代から90年代にかけて、バーレスクはゲイエティーやストランドなどロンドンにある劇場にとって目玉となった。1870年代には、30分以内に終わる一幕物がほとんどになっており、ポピュラーソングやオペラのアリアなど聴衆がすぐにわかるような曲のパスティーシュやパロディが行われた。当時の人気俳優はネリー・ファレン、ジョン・ダーバン、エドワード・テリー、フレッド・レスリーである。1880年ごろから、ヴィクトリア朝のバーレスクは上演時間が長くなる傾向にあり、二本立てや三本立てするどころか、午後を丸々潰してしまうまでになっていた。
1890年代の初め頃のロンドンでは、こうしたバーレスクの流行は過ぎてしまい、ゲイエティー劇場などの出し物は、より健全な、しかも文学から遠いジャンルであるエドワーディアン・ミュージカル・コメディー（Edwardian musical comedy）が中心に移り変わった。

## アメリカン・バーレスク

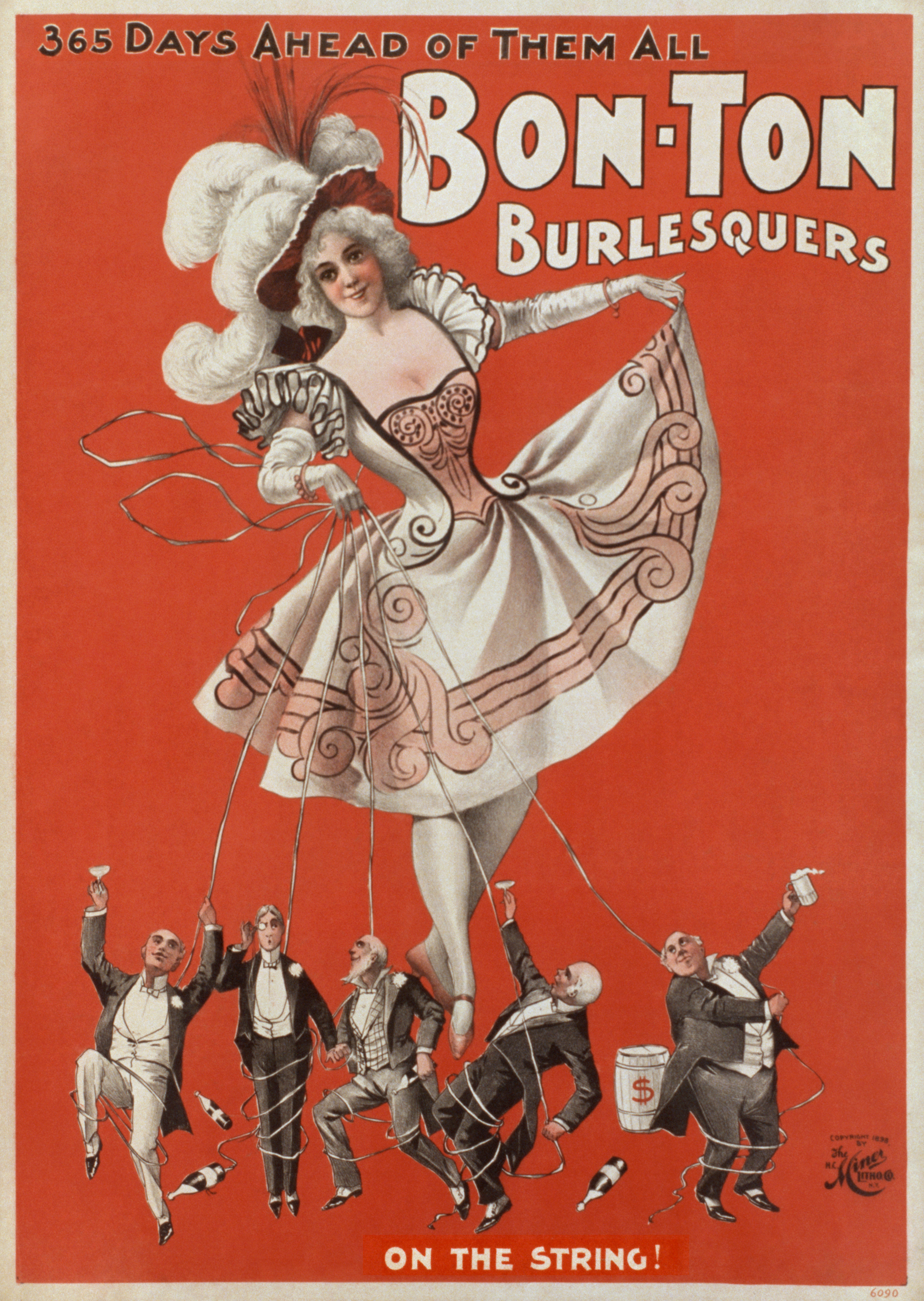
バーレスク一座の広告(1898年)

アメリカン・バーレスクは上記のようにヴィクトリア朝のバーレスクの流れをくむ。1840年代からニューヨークではイギリス式のバーレスクが上演され、成功を収めていた。イギリスのバーレスク一座である、リディア・トンプソンとブリティッシュ・ブロンズは1868年に初めてニューヨークを訪れ、人気となった。ニューヨークにおけるバーレスクショーが、当時人気のあったミンストレル・ショーの要素と構成を取り入れるまで時間はかからなかった。当時のショーは三つのパートから成った。まず歌と、低俗喜劇の役者による滑稽で猥雑なスケッチ、次にオリオと呼ばれる軽演劇と男性によるアクロバット芸や手品、独唱などの混成パート、三つめが合唱であり、時にはここにイギリス流の社会風刺のバーレスクがはいったり流行の芝居がはいる。興行はたいていストリップショーかレスリングかボクシングで締めくくられた。
19世紀の終わりにかけてイギリスではバーレスクが次第に時代遅れになり、代わりにエドワーディアン・ミュージカル・コメディが盛んになった。それにあわせてアメリカ式のバーレスクの人気は最高潮に達するのだが、これは女性のヌードへの関心の高まりの裏返しであった。シリアの生まれを思わせる東洋風の出で立ちをした「クーチ」と呼ばれるエロティックなダンサーが登場するのもこの頃である。ミュージックホールや劇場と同じ数だけ、クラブやキャバレーでも興行が打たれた。20世紀のはじめには、国民的なバーレスクショーの興行網が2つあり、寄席演芸や「ウィンターガーデン」のミンスキーバーレスクのような地元の劇団と人気を競いあった。
アメリカン・バーレスクはその出し物を伝統的な路線から次第にストリップショーへと移行していった。はじめはスブレットが歌い踊りながら自らの身体をひけらかした。その中には動きに劣る者もいたが、かわりに彼女は凝った舞台衣装で観客の目をひいたのである。そして徐々に歌って踊るスブレットにとってかわってストリッパーが主役となった。アメリカには1932年までに少なくとも150人のストリップをこなすパフォーマーがいた。30年代から60年代頃までに活躍したスターパフォーマーはサリー・ランド、フェイス・ベーコン、ジプシー・ローズ・リー、テンペスト・ストーム、リリ・セイント・シア、アン・コリオ、ブレイズ・スター、マギー・ハートなどであり、彼女たちはロレンツ・ハートやコール・ポーターの歌詞に登場するほど有名だった。バーレスクのパフォーマーはストリッパーやバーレスクダンサー、バーレスクアーティスト、ショーガールなど、さまざまな名前で呼ばれた。1930年代の後半には、バーレスクショーは最大で6人のストリッパーを1人か2人のコメディアンと1人の司会者がサポートする形式が主流になっていった。キャリアの初期にこの道化役としてバーレスクショーに出演していた俳優（女優）には、ファニー・ブライス、メイ・ウエスト、エディ・カンター、アボットとコステロ、W・C・フィールズ、ジャッキー・グリーソン、ダニー・トーマス、アル・ジョルソン、バート・ラー、フィル・シルヴァース、シド・シーザー、ダニー・ケイ、レッド・スケルトン、ソフィー・タッカーがいる。
バーレスクが催される空間に開放的な雰囲気があったのは、アルコールが飲み放題であったことが大きな理由の一つであり、禁酒法の施行によりバーレスクは壊滅的なダメージを受けた。ニューヨークでは、市長であったフィオレロ・ラガーディアがバーレスクを取り締まり、1940年代のはじめにはバーレスクをショウビジネスから閉め出すほどの成果を上げた。バーレスクの興行はアメリカの各地でほそぼそと続いたものの、次第に関心は失われ、劇場であたりまえのようにヌードが披露された1970年代に入ると「みじめな末路」をたどった。アメリカン・バーレスクの衰退期とその後を捉えることをテーマにした映画に『バーレスクの貴婦人』(1943年)や『ストリッポラマ』(1953年)、『ミンスキー劇場にガサがはいった夜』(1968年)がある。

## ニュー・バーレスク

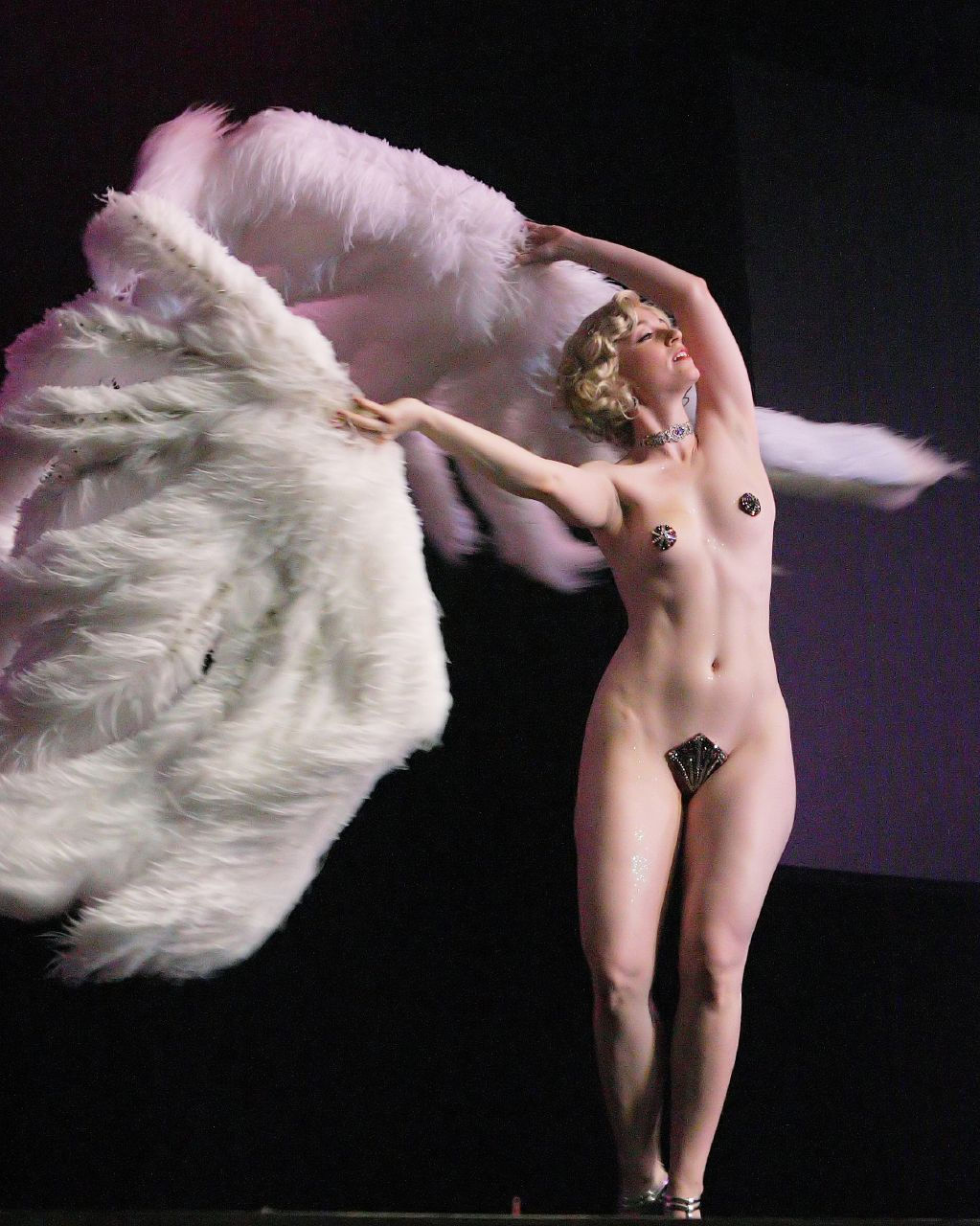
ミシェル・ラムール（ミス･エキゾチックワールド 2005）

1990年代にはいると、ヨーロッパでもアメリカでも、バーレスクへの再評価が進んだ。ニュー・バーレスクあるいはネオ・バーレスクとも呼ばれる新世代は、大がかりなショーと古典的なアメリカン・バーレスクを思わせる妖しい魅力へのノスタルジーかきたてるもので、1990年代初期のビリー・マドリーによる『シネマ』やその後のニューヨーク市でのレヴュー『ダッチ・ワイズマンズ・フォリー』、ロサンゼルスの劇団「ベルベッド・ハンマー」はカルト的な人気を得た。2012年にはリベル・アトランティック・シティにイヴァン・ケインによるロイヤル・ジェリー・バーレスク・ナイトクラブがオープンしている。有名なネオ･バーレスクのパフォーマーにはディタ・フォン・ティース、ジュリー・アトラス・ミュズがいる。キャバレー・レッド・ライトのようなアギトプロプ集団は、政治風刺とパフォーマンス・アートを自分たちのバーレスク･ショーに取り入れている。バンクーバー・インターナショナル・バーレスク・フェスティバルやミス・エキゾチック・ワールド・ページェントは毎年恒例のイベントである。

## 日本におけるバーレスク
- 日本においても、戦前の東京・浅草において軽演劇、浅草オペラなどが発展し、榎本健一らが無声映画に参入するとともに、バーレスクは日本映画に導入された。戦後日本においてバーレスクは、おもにヌードダンスの事であり、初期のストリップ劇場で見る事が出来た。その後、バーレスクの特徴であるチラリズムが衰退し、バーレスクはグランドキャバレー、ナイトクラブでのショー、日劇ミュージックホールのダンサーに受け継がれるようになる。しかしその後はダイレクトな性表現が好まれ、ミュージックホールの閉館、グランドキャバレー衰退により、バーレスクショーも衰退してゆく。
- 2011年に東京・港区にバーレスク東京がオープン[40]。ヌードを伴わない形のショーダンスとしてプロデュースされ、一部のダンサーはグラビアアイドルとしても活動を行う[41]。10周年を迎えた2021年にはSNS総フォロワー数35,489,000人と紹介された[42]。
- 日本のバーレスクダンサーとしてはエロチカ・バンブー、ミス・キャバレッタ、美和ロック、アクア・ドルチェやグループとしては紫ベビードールなどが活動している。